# Sukun
El sukūn ( en árabe: سكون‎  ) es un signo diacrítico de la lengua árabe que indica que a una letra consonante no le sigue un sonido vocálico.
Colocado encima de una letra, el sukūn sirve para indicar que a la consonante a la que hace referencia no le sigue ninguna vocal muda, es decir, no está vocalizada. Se representa como un círculo encima de la letra.

## Uso
Por ejemplo, la traducción de la palabra "nombre" (se puede transliterar con [ism]) se escribe اِسْم en la que el sukūn aparece encima de la consonante ﺱ (sīn, la "s" en "ism") que no es vocalizado porque va seguida de otra consonante.
En casos muy raros, también se usa encima del "alif protector", es decir, un alif sordo al final de algunos verbos cuando están conjugados.
Este signo diacrítico se utiliza sólo en los textos vocalizados con harakat para indicar vocales cortas y la ausencia de vocal, incluido el Corán.

## Unicode
En Unicode ocupa la posición U+0652.
| Carácter      | ْ             | ْ             |
| ------------- | ------------ | ------------ |
| Unicode       | ARABIC SUKUN | ARABIC SUKUN |
| Codificación  | decimal      | hex          |
| Unicode       | 1618         | U+0652       |
| UTF-8         | 217 146      | D9 92        |
| Ref. numérica | &#1618;      | &#x652;      |